# Carlos Eduardo (football, 1987)
Pour les articles homonymes, voir Carlos Eduardo et Eduardo.
Carlos Eduardo Marques est un footballeur professionnel brésilien, né le 18 juillet 1987 à Ajuricaba (Brésil) qui évolue au poste de milieu de terrain.

## Biographie

### En club
En 2005, il est repéré par un recruteur de Real Madrid mais n'est finalement pas transféré en Espagne.
En août 2007, il est transféré au club allemand du 1899 Hoffenheim alors en Bundesliga 2 pour 8 millions d'euros. Il participe à la montée du club en Bundesliga, et réalise un très bon début de saison 2008-09.
En août 2010, il signe pour quatre ans au club russe du Rubin Kazan. L'indemnité du transfert est évaluée à vingt millions d'euros.
Le 20 avril 2016, il signe à l'Atlético Mineiro.

### En sélection
Après des capes en espoirs, Carlos Eduardo est convoqué pour la première fois avec la Seleçao le 27 octobre 2009 pour jouer les matchs amicaux contre l'Angleterre et Oman.

## Palmarès
- Copa Libertadores
  - Finaliste : 2007 avec le Grêmio Porto Alegre

- Bundesliga 2
  - Vice-champion : 2008 avec le 1899 Hoffenheim